# Guitarra panzona

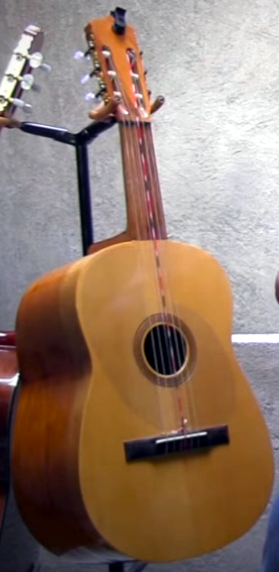
guitarra panzona

La guitarra panzona, guitarra túa o guitarra blanca es un tipo de guitarra mexicana de seis cuerdas y cuerpo ancho. Esta guitarra es a veces sustituida por un guitarrón. Provee ritmo de sonido voluminoso Ia la música calentana acompañando al violín, guitarra y tamborita.